# 樂高生化戰士角色列表
生化戰士是樂高旗下玩具產品線，以及跨媒體原創故事的作為銷售手段。在生化世界宇宙（The Matoran Universe）中，存在各式各樣的角色，包括代表村民及長老、代表英雄的戰士，以及反派勢力馬古他兄弟連（Brotherhood of Makuta）等。
2015年的重啟線中，角色設定隨之重啟，前世代的多數設定及角色缺席。

## 生化世界宇宙

### 村民
村民是生化界的主要居民，散居在生化世界的各島嶼上，體型嬌小但是身體堅固，有著相當完整的社會文化體系, 亦有相當高的智力。村民具有不同的基本元素屬性，是大神在生化界最早創造的生命體。除了眾所皆知的火、水、氣、石、地、冰的六大屬性之外，還有最早存在的光屬性及其他小群體屬性。

### 戰士
故事中的主要英雄、主角，其特徵就是比一般村民來得還要高大。戰士是擔任村民們的守護者保護村民遠離危險，戰士的力量來源是元素力量和面具力量，每一位戰士分別有一種元素力量和面具力量，有些戰士生來就是戰士，也有些戰士是村民透過戰士石的力量變成。故事中的戰士團隊通常有六人，每人都各代表一個元素，多數分別是：火、水、氣、石、地、冰。

### 長老
長老（Turaga）是當戰士完成了使命後，有可能會放棄自己的力量成為長老。長老是村民的領導者，本身也還擁有元素力量和面具力量，但都很微弱，也極少使用，但他們擁有預言以及找出卡諾希面具（Kanohi）所在地的能力。

### 馬古他兄弟連
馬古他兄弟連（Brotherhood of Makuta）是由一群馬古他（Makuta）組成的組織，無論是好是壞都致力於推進他們的目標。組織在泰瑞達斯推翻聖靈後不復存在。馬古他兄弟連最初由米塞里克斯領導，直到被泰瑞達斯推翻，使泰瑞達斯成為唯一領袖，原本將被處死的米塞里克斯則被克里卡囚禁在名為阿蒂達克斯（Artidax）的島嶼。而剩餘支持米塞里克斯和反對泰瑞達斯推翻聖靈計畫的少數人都被伊卡拉克斯及戈拉斯特殺死。

#### 泰瑞達斯
泰瑞達斯（Teridax）或被通稱為「馬古他」（Makuta）、「馬他呂的馬古他」（Makuta of Metru Nui），是兄弟連的第二任領袖，生化世界宇宙的終極反派。個性傲慢自大又自戀，渴望讚美和奉獻，從不認為自己的邪惡。像許多馬古他同胞一樣，脾氣暴躁、性情殘忍，以他人的痛苦及死亡為樂。自認無人能與自己比肩，地位無人能質疑，而將選擇稱自己為「馬古他」。十萬年前被聖靈馬他呂「創造」，負責依需求來創造拉希的工作，後被米塞里克斯專門任命為美特呂及其周邊地區的負責人，此期間與馬他呂的關係被視為「兄弟」。在準備處決密謀推翻馬他呂的六名「百鰭軍閥」時與名為博塔爾（Botar）的陌生發生爭執；博塔爾將百鰭軍閥帶入深淵（The Pit）後，認定百鰭軍閥不配取代聖靈。然而，自己開始考慮接管生化宇宙。便開始與兄弟連的其他成員嫉妒起馬特蘭人對馬他呂的敬重，最後成功推翻米塞里克斯接管兄弟連，並展開計畫。
偽裝成杜馬長老後，企圖利用「時光」面具（Vahi）來助力計畫，並用病毒令馬他呂陷入昏迷。與戰士美特呂戰士交戰後被封印在晶體監獄中，直到被僕人露妲姬解放出來。一年後開始利用異獸、布洛獸席馬特蘭人和馬他呂戰士，但被變成光之戰士的塔卡努瓦擊敗；雖然失去了肉身但以靈魂狀態倖存。之後盯上「生」之面具而利用心靈感應影響盜賊「暴走黨」（Piraka），來為自己做事。在馬希呂（Mahri Nui）中，接管了深淵機器守衛馬克西洛斯（Maxilos）的屍體，企圖從馬希呂戰士手中得到面具，但機器守衛的身軀最後被一批百鰭軍閥軍隊重創到無法修復。之後掌握了馬他呂休眠的心智；當努瓦戰士喚醒馬他呂時，自己能以佔領聖靈的身軀，不知不覺地賦予了自己對生化世界宇宙無所不能的力量，統治著全宇宙，並將馬他呂的靈魂綁定到「生」之面具並射向外太空，以免對方獲得新身體。花了幾個月的時間學習控制馬他呂的身體，並粉碎了居民的反叛企圖。在巴拉馬格納（Bara Magna）在較小的原型機器人身軀上發現馬他呂，隨後與對方開戰；起初自己處於優勢，但當手下大軍全軍覆沒時心煩意亂，遭馬他呂趁機將一塊巴拉麥格納碎片重創頭部而亡，對全宇宙的統治就此劃下句點。
在2015年的重啟線中，定位仍是終極反派，但故事背景完全不同；他是奧古島（Okoto）傳奇面具製造者之一，艾克穆的兄弟。原本戴著「控制面具」（Mask of Control），後鍛造了臭名昭著的「終極力量面具」（Mask of Ultimate Power）。
掌控黑暗元素，能操控黑暗能量化成球體、光束或手。配戴的卡諾希面具（Kanohi）為「黑暗」面具（Kraahkan），能使配戴者控制黑暗能量並將恐懼或憤怒情緒灌輸給他人；面具也能讓其配戴者看到他人的邪惡。和其他馬古他一樣需要盔甲來維持生命能量，當盔甲被摧毀後只以一團靈魂存在，但如果時間過長，這種能量就會消散。泰瑞達斯本身擁有四十多種能力，最常使用的能力為變形，能透過吸收外在力量來使盔甲變形。也能創造出名為克拉塔（Kraata）的蛞蝓型生物，以感染他人的卡諾希面具並奴役配戴者。
泰瑞達斯得以列入生化戰士作家格雷格·法斯堤最愛編寫的角色之中。故事中多數角色稱該角為，在2008年揭露本名前被更正式地稱為「馬他呂的馬古他」；但「泰瑞達斯」一名在劇中除了同胞及少數角色外極少被提及。

## 大神(Great Beings)
大神(Great Beings)是極為強大並可視為生化界造物者的種族， 據說有性別之分, 至少有3人,包含生之面具(Ignika)的雕刻者,與之對話者,以及被生之面具詛咒者。他們具有極為多樣化的能力, 雖然說就身體強度而言並沒有他們所創造的聖靈馬他呂(GreatSpirit Mata Mui)那麼強，不過整體來看仍是生化世界中最強的種族.重要的創作物包括生化宇宙(Bionicle Universe,Matoran Universe),馬他呂, 生之面具, 阿塔卡, 卡薩尼, 生命密室(Chamber of Life,擺放生之面具的地下空間)及其週邊設施(777之階, 死亡之室，恐懼領域等等)，最初的村民(Av-Matorans，也就是光之村民), 第一位戰士(First Toa,據說是個女性，屬性為水。)，安布拉(Umbra,8625,生之面具永遠的守護者)等等。另外,大神(Great Beings)現在並不在生化界中。

## 聖靈馬他呂(Great Spirit Mata Nui)
聖靈馬他呂是由Great Beings 所創造, 用以平衡生化世界一切的存在, 據推測,所有Great Beings所創造的世界都有其對應的一個”聖靈”,若是某個世界的”聖靈”死去，則該世界則離徹底的毀滅只剩下3天的時間. 馬他呂的製造是在阿塔卡及卡薩尼之後，所以聖靈絕對不是世界裡最古老的存在…此外 馬他呂雖然是聖靈社名義上的領導者，實際上該組織僅推測馬他呂的希望而去執行任務，跟馬他呂本身並無太大的關聯，這也是為什麼後來在馬他呂沉睡之後聖靈社仍然可以照常運作的原因. 馬他呂在維持世界平衡的同時，也曾經料想過萬一自己陷入無法行動的狀態，如何使世界不至於崩壞的危機處理機制，那個機制就是後來被稱為馬他呂戰士(Toa Mata)的六位勇者，他們被選出來作為聖靈馬他呂的保衛者。馬他呂被各地的村民們作為信仰及崇拜的對象，整個世界幾乎都能找到為了榮耀馬他呂而建造的神殿 碑文及雕像。

## 第二世代(Generation 2)

### Ekimu
兩名面具鑄造師的其中一個，和Makuta是兄弟。在動畫第一季的最後出場，在此之前僅由村民中的保護者(protctors)在回憶中提及。

### Makuta
兩名面具鑄造師的其中一個，和Ekimu是兄弟。在動畫第二季才真正出現。和2001年版的同名角色無關聯。

### Protectors
帶領戰士找到個子的黃金面具，類似村民中的長老存在，但和前座中由戰士變成的長老不一樣。

### Skull Spiders
故事第一季的反派，在每位戰士尋找黃金面具的途中阻饒。在每個戰士的玩具中都有附上一隻，可以用戰士頭部的機關彈掉原來的面具後將骷髏蜘蛛戴到其頭上。

## 備註
1. ↑  生化戰士作家格雷格·法斯堤表示，此時的泰瑞達斯故意輸給了塔卡努瓦，好讓確信勝利的戰士和馬特蘭人回到美特呂，「這樣一來，他們就會忙於重建一段時間，並相信馬古他的危險基本上已結束，從而忽略了他的真正目的。」